# قصة هوانا
قصه هوانا مسلسل خليجي رومانسي، من تأليف أحمد الفردان ومحمد القفاص، ومن إخراج محمد القفاص، يتكون من حلقات منفصلة، وتتنوع أحداثه في كل حلقة لتضم أبطالًا وقصصًا وحبكات درامية مختلفة، مع وجود قاسم مشترك بينهم يتمثل في الحزن الذي يطل برأسه على حكايات الحب التي تدور أحداثها على امتداد الخليج العربي.